# Stadionul Orășenesc (Mioveni)
El Stadionul Orășenesc anteriormente llamado Stadionul Dacia es un estadio multiusos ubicado en la ciudad de Mioveni, Rumania. El estadio tiene una capacidad para 10 000 espectadores y sirve, principalmente, para la práctica del fútbol. En el estadio disputa sus partidos como local el CS Mioveni (Dacia Mioveni). El Internaţional Curtea de Argeş disputó en este recinto sus partidos de Liga I en 2009/10 debido a que su estadio estaba en renovación.